# Sebastes melanostomus
Sebastes melanostomus är en fiskart som först beskrevs av Carl H. Eigenmann och Rosa Smith Eigenmann, 1890.  Sebastes melanostomus ingår i släktet Sebastes och familjen kungsfiskar. Inga underarter finns listade i Catalogue of Life.